# Organisation
Gli Organisation, o per esteso Organisation zur Verwirklichung gemeinsamer Musikkonzepte (in tedesco Organizzazione per la realizzazione di concetti musicali comuni), sono stati un gruppo musicale tedesco di musica sperimentale e krautrock, primo nucleo dei più noti Kraftwerk.

## Storia
Gli Organisation vennero fondati nel 1968 da due studenti del conservatorio di Düsseldorf, Ralf Hütter e Florian Schneider (allora noto con il suo nome completo Florian Schneider-Esleben): oltre a loro, facevano parte del gruppo Basil Hammoudi, Butch Hauf e Alfred Mönicks. Durante la loro carriera, gli Organisation furono assistiti anche da Paul Lorenz, Peter Martini e Charly Weiss.
Il gruppo inizialmente suonava dei brani improvvisati in gallerie d'arte o università.  L'unico album della discografia del gruppo, Tone Float, prodotto da Konrad "Conny" Plank, uscì nel Regno Unito nell'agosto del 1969 su etichetta RCA Victor. Non essendo disponibile in Germania se non come disco d'importazione, i risultati di vendita furono deludenti e l'anno successivo la RCA decise di non produrre più il gruppo. Fu in quel momento che Ralf Hütter e Florian Schneider-Esleben (che in seguito accorcerà il suo nome in Florian Schneider) decisero di abbandonare il gruppo per fondare i Kraftwerk, cosa che determinò il pressoché immediato scioglimento (nel 1971) degli Organisation. Basil Hammoudi, Butch Hauf e Fred Mönicks tornarono poi all'università per terminare gli studi.
Un video diffuso dalla rete televisiva tedesca WDR mostra il gruppo mentre suona il brano Ruckzuck, che in seguito verrà inserito nel primo album dei Kraftwerk, l'omonimo Kraftwerk uscito nel novembre 1970. La performance era stata registrata il 25 aprile 1970 alla Grughalle di Essen nell'ambito dell'Essener Pop und Blues Festival e fu l'ultima apparizione del gruppo sotto il nome di Organisation, dopodiché Ralf Hütter e Florian Schneider appunto si separarono per fondare i Kraftwerk.
In un'intervista rilasciata a metà anni novanta, Fred Mönicks dichiarò che i cinque ragazzi avevano già cominciato a suonare con il nome di Kraftwerk poco dopo l'incisione di Tone Float, ma la RCA li invitò a scegliere un nome più adatto al mercato inglese (l'unico in cui era previsto l'uscita del disco) ed è per questo che venne scelto il nome di Organisation. In seguito Basil Hammoudi, nonché il vecchio percussionista dei Kraftwerk Andreas Hohmann, collaborarono con il gruppo jazz rock Ibliss.

## Formazione
- Ralf Hütter - organo Hammond (1969-70)
- Florian Schneider - flauto traverso, campanelli, triangolo, tamburello, violino elettrico
- Basil Hammoudi - voce, glockenspiel, bonghi, conga, gong (1969-70)
- Butch Hauf - basso, campanelli (1969-70)
- Alfred Mönicks - percussioni, bonghi, maracas, campanelli, tamburello (1969-70)

### Collaboratori
- Paul Lorenz - tromba (1970)
- Peter Martini - percussioni (1970)
- Charly Weiss - batteria (1970)

## Discografia
- 1970 - Tone Float